# Amphisbaena cayemite
Amphisbaena cayemite este o specie de reptile din genul Amphisbaena, familia Amphisbaenidae, ordinul Squamata, descrisă de Thomas și S.Blair Hedges în anul 2006. Conform Catalogue of Life specia Amphisbaena cayemite nu are subspecii cunoscute.